# Лига чемпионов ЕКВ
Лига чемпионов ЕКВ (англ. CEV Champions League) — ежегодный волейбольный турнир с участием ведущих европейских клубов, проходит под эгидой Европейской конфедерации волейбола. Разыгрывается как для мужских, так и для женских клубов.

## Общая информация
Идея о проведении соревнований на Кубок европейских чемпионов (такое название турнир носил до 2000 года) принадлежала федерации волейбола Румынии, которая в 1958 году обратилась с этой инициативой в FIVB. В 1960 году состоялся первый розыгрыш почётного трофея среди мужских команд, с 1961 года за звание сильнейшего клуба континента также соревнуются и женщины. В начале 1960-х в мужском турнире участвовали африканские клубы: в сезоне 1960/61 — «Этуаль» из Туниса, в сезоне 1962/63 — «Замалек» из Каира и «Касабланка» (Марокко), в сезоне 1963/64 — «Касабланка».
Первоначально на всех этапах турнира действовала система игр с выбыванием, на каждой стадии победитель определялся по результатам двух матчей. В 1965—1971 годах был изменён формат финала: в случаях, когда финалисты обменивались победами, проводился третий матч на нейтральной площадке. С 1972 по 1988 год турнир состоял из нескольких этапов, проводимых по кубковой системе, финальная стадия представляла собой однокруговой турнир четырёх команд. Впоследствии появился групповой этап, плей-офф и решающая стадия турнира — «Финал четырёх» (полуфиналы и финалы за 1-е и 3-е места, проходящие в одном городе за два дня). С сезона 2018/19 для определения победителей в мужской и женской лигах проводился только один финальный матч, причём и мужской и женский проходили в один день в одном городе. С сезона 2024/25 восстановлен «финал четырёх» для определения победителей и призёров.
Хозяин «Финала четырёх» определялся по решению Европейской конфедерации волейбола либо ещё до начала турнира (и эта команда выступала на групповом этапе вне конкурса и освобождалась от плей-офф), либо по итогам группового этапа. В последнем случае 1/8 и 1/4 финала представляли собой так называемые «раунд двенадцати» и «раунд шести»; команда, принимающая «Финал четырёх», в них не участвовала и автоматически становилась полуфиналистом. Исключениями стали сезон-2008/09 мужской Лиги чемпионов, «Финал четырёх» которой прошёл в Праге без участия чешского клуба, и женская Лига чемпионов сезона 2011/12 годов, местом проведения «Финала четырёх» которой был выбран Баку, однако два клуба из этого города играли в 1/8 и 1/4 финала на общих основаниях.
В сезоне 2009/10 и двух последующих розыгрышах участвовали 24 команды, из которых после группового предварительного этапа 9 коллективов с худшими результатами прекращали участие на евроарене, 4 команды отправлялись в «Челлендж-раунд» Кубка ЕКВ, а из оставшихся 13 команд одна выбиралась хозяином «Финала четырёх» и освобождалась от матчей «раунда двенадцати» и «раунда шести». Беспрецедентная ситуация имела место в сезоне-2009/10: «Финал четырёх» в Лодзи, назначенный на 10 и 11 апреля, был перенесён на 1 и 2 мая в связи с гибелью в авиакатастрофе в Смоленске президента Польши Леха Качиньского, известных политических, военных и общественных деятелей страны.
Формат женской Лиги чемпионов в целом аналогичен мужской, но отличается обычно меньшим количеством участников (2009/10 — 16 команд, 2010/11 и 2011/12 — 20). В сезоне-2014/15 в мужском турнире приняли участие 28 команд, в женском — 20.
В сезоне-2008/09 и в мужском, и в женском турнирах был введён опробованный ранее в Кубке ЕКВ и Кубке вызова «золотой сет» (экстра-сет) для определения победителей двухматчевых противостояний на стадии плей-офф: в том случае, если соперники обменивались победами с одинаковым счётом, то по окончании второго матча проводилась дополнительная партия до 15 очков. Первый экстра-сет в женской Лиге чемпионов был назначен 12 марта 2009 года в матче «раунда шести» женского турнира «Бергамо» — «Скаволини» (15:11), так как соперники по очереди обыграли друг друга в гостях в четырёх партиях. В мужской Лиге чемпионов экстра-сет впервые разыграли 10 марта 2010 года также на стадии «раунда шести» словенский «Блед» и австрийский «Хипо Тироль». С сезона-2010/11 экстра-сет стал назначаться в «раунде двенадцати» и «раунде шести» во всех случаях, когда команды по разу обыгрывали друг друга, независимо от результатов этих матчей. С сезона-2013/14 «золотой сет» проводится только в случаях суммарного счёта по партиям 3:3, 4:3, 4:4 или 5:5.
В марте 2012 года на матчах «Финала четырёх» мужской Лиги чемпионов в Лодзи впервые применялась электронная система слежения за полётом мяча, подобная используемой в теннисе системе «Ястребиный глаз», призванная разрешать спорные игровые эпизоды.
Формат Кубка европейских чемпионов, действовавший до сезона-2000/01, предполагал участие в турнире команд-чемпионов своих стран; в случае победы в главном еврокубке появлялась возможность заявить на следующий турнир два клуба. Ныне в Лиге чемпионов страны с наиболее сильными внутренними чемпионатами (Италия, Польша, Россия, Франция, Греция) имеют возможность заявить по 2—3 команды, которыми могут быть победители и призёры национальных лиг. Отборочных турниров у волейбольной Лиги чемпионов нет — представительство разных стран в главном клубном турнире Европы определяется по рейтингу Европейской конфедерации волейбола и по специальным приглашениям от ЕКВ.

## Призёры

### Мужчины
Наибольшее количество побед в мужском турнире у московского ЦСКА (13), которому в 1960—1970-е годы составляли конкуренцию прежде всего клубы из Румынии (по 3 победы у столичных «Рапида» и «Динамо») и Чехословакии, а в 1980-е годы — итальянские команды. В 1990-е годы итальянцы доминировали в главном еврокубке, выиграв 9 турниров подряд, наибольшее число титулов «Модены» (4), «Сислея» и «Равенны» (по 3). Наибольшее число побед в турнире формата Лиги чемпионов одержал «Зенит» (6).
| Год                         | Город                                                               | Золото                                                              | Серебро                                                             | Бронза                                                              |
| Кубок европейских чемпионов |                                                                     |                                                                     |                                                                     |                                                                     |
| 1960                        |                                                                     | ЦСКА (Москва)                                                       | «Рапид» (Бухарест)                                                  |                                                                     |
| 1961                        |                                                                     | «Рапид» (Бухарест)                                                  | ЦСКА (Москва)                                                       |                                                                     |
| 1962                        |                                                                     | ЦСКА (Москва)                                                       | «Рапид» (Бухарест)                                                  |                                                                     |
| 1962/63                     |                                                                     | «Рапид» (Бухарест)                                                  | ЦСКА (Москва)                                                       |                                                                     |
| 1963/64                     |                                                                     | «Лейпциг»                                                           | «Младост» (Загреб)                                                  |                                                                     |
| 1964/65                     |                                                                     | «Рапид» (Бухарест)                                                  | «Минёр» (Перник)                                                    |                                                                     |
| 1965/66                     |                                                                     | «Динамо» (Бухарест)                                                 | «Рапид» (Бухарест)                                                  |                                                                     |
| 1966/67                     |                                                                     | «Динамо» (Бухарест)                                                 | «Рапид» (Бухарест)                                                  |                                                                     |
| 1967/68                     |                                                                     | «Спартак» (Брно)                                                    | «Динамо» (Бухарест)                                                 |                                                                     |
| 1968/69                     |                                                                     | ЦСКА «Септемврийско знаме» (София)                                  | «Стяуа» (Бухарест)                                                  |                                                                     |
| 1969/70                     |                                                                     | «Буревестник» (Алма-Ата)                                            | «Зетор Збройовка» (Брно)                                            |                                                                     |
| 1970/71                     |                                                                     | «Буревестник» (Алма-Ата)                                            | «Зетор Збройовка» (Брно)                                            |                                                                     |
| 1971/72                     | Брюссель                                                            | «Зетор Збройовка» (Брно)                                            | «Дельталлойд» (Амстелвен)                                           | «Руини» (Флоренция)                                                 |
| 1972/73                     | Дёрне                                                               | ЦСКА (Москва)                                                       | «Ресовия» (Жешув)                                                   | «Руда Гвезда» (Прага)                                               |
| 1973/74                     | Париж                                                               | ЦСКА (Москва)                                                       | «Динамо» (Бухарест)                                                 | «Лейпциг»                                                           |
| 1974/75                     | Амстелвен                                                           | ЦСКА (Москва)                                                       | «Лейпциг»                                                           | «Зетор Збройовка» (Брно)                                            |
| 1975/76                     | Брюссель                                                            | «Дукла» (Либерец)                                                   | «Славия» (София)                                                    | «Спартак» (Суботица)                                                |
| 1976/77                     | Пиексямяки                                                          | ЦСКА (Москва)                                                       | «Динамо» (Бухарест)                                                 | ЦСКА «Септемврийско Знаме» (София)                                  |
| 1977/78                     | Базель                                                              | «Пломень-Миловице» (Сосновец)                                       | «Старлифт» (Ворбург)                                                | «Аэро» (Одолена-Вода)                                               |
| 1978/79                     | Брюссель                                                            | «Червена Гвезда» (Братислава)                                       | «Стяуа» (Бухарест)                                                  | «Пломень-Миловице» (Сосновец)                                       |
| 1979/80                     | Анкара                                                              | «Торино» (Турин)                                                    | «Червена Гвезда» (Братислава)                                       | «Эджзаджибаши» (Стамбул)                                            |
| 1980/81                     | Пальма                                                              | «Динамо» (Бухарест)                                                 | ЦСКА (Москва)                                                       | «Гвардия» (Вроцлав)                                                 |
| 1981/82                     | Париж                                                               | ЦСКА (Москва)                                                       | «Торино» (Турин)                                                    | «Динамо» (Бухарест)                                                 |
| 1982/83                     | Парма                                                               | ЦСКА (Москва)                                                       | «Канн» (Канны)                                                      | «Парма»                                                             |
| 1983/84                     | Базель                                                              | «Парма»                                                             | «Младост» (Загреб)                                                  | «Дукла» (Либерец)                                                   |
| 1984/85                     | Брюссель                                                            | «Парма»                                                             | «Младост» (Загреб)                                                  | ЦСКА «Септемврийско Знаме» (София)                                  |
| 1985/86                     | Парма                                                               | ЦСКА (Москва)                                                       | «Парма»                                                             | «Мартинус» (Амстелвен)                                              |
| 1986/87                     | Хертогенбос                                                         | ЦСКА (Москва)                                                       | «Модена»                                                            | «Мартинус» (Амстелвен)                                              |
| 1987/88                     | Лорьян                                                              | ЦСКА (Москва)                                                       | «Модена»                                                            | «Мартинус» (Амстелвен)                                              |
| 1988/89                     | Пирей                                                               | ЦСКА (Москва)                                                       | «Модена»                                                            |                                                                     |
| 1989/90                     | Амстелвен                                                           | «Модена»                                                            | «Фрежюс»                                                            | «Пальма-де-Майорка»                                                 |
| 1990/91                     | Модена                                                              | ЦСКА (Москва)                                                       | «Парма»                                                             | «Модена»                                                            |
| 1991/92                     | Пирей                                                               | «Равенна»                                                           | «Олимпиакос» (Пирей)                                                | ЦСКА (Москва)                                                       |
| 1992/93                     | Пирей                                                               | «Равенна»                                                           | «Парма»                                                             | «Олимпиакос» (Пирей)                                                |
| 1993/94                     | Брюссель                                                            | «Равенна»                                                           | «Парма»                                                             | «Маэс Пилс» (Зеллик)                                                |
| 1994/95                     | Модена                                                              | «Сислей» (Тревизо)                                                  | «Равенна»                                                           | «Олимпиакос» (Пирей)                                                |
| 1995/96                     | Болонья                                                             | «Модена»                                                            | «Дахау»                                                             | «Сислей» (Тревизо)                                                  |
| 1996/97                     | Вена                                                                | «Модена»                                                            | «Нолико» (Маасейк)                                                  | «Младост» (Загреб)                                                  |
| 1997/98                     | Нови-Сад                                                            | «Модена»                                                            | «Уникаха» (Альмерия)                                                | «Пари Волей» (Париж)                                                |
| 1998/99                     | Альмерия                                                            | «Сислей» (Тревизо)                                                  | «Нолико» (Маасейк)                                                  | «Фридрихсхафен»                                                     |
| 1999/00                     | Тревизо                                                             | «Сислей» (Тревизо)                                                  | «Фридрихсхафен»                                                     | «Нолико» (Маасейк)                                                  |
| Лига чемпионов              |                                                                     |                                                                     |                                                                     |                                                                     |
| 2000/01                     | Париж                                                               | «Пари Волей» (Париж)                                                | «Сислей» (Тревизо)                                                  | «Рома» (Рим)                                                        |
| 2001/02                     | Ополе                                                               | «Лубе» (Мачерата)                                                   | «Олимпиакос» (Пирей)                                                | «Ираклис» (Салоники)                                                |
| 2002/03                     | Милан                                                               | «Локомотив-Белогорье» (Белгород)                                    | «Модена»                                                            | «Мостосталь» (Кендзежин-Козле)                                      |
| 2003/04                     | Белгород                                                            | «Локомотив-Белогорье» (Белгород)                                    | «Искра» (Одинцово)                                                  | «Тур»                                                               |
| 2004/05                     | Салоники                                                            | «Тур»                                                               | «Ираклис» (Салоники)                                                | «Локомотив-Белогорье» (Белгород)                                    |
| 2005/06                     | Рим                                                                 | «Сислей» (Тревизо)                                                  | «Ираклис» (Салоники)                                                | «Локомотив-Белогорье» (Белгород)                                    |
| 2006/07                     | Москва                                                              | «Фридрихсхафен»                                                     | «Тур»                                                               | «Динамо» (Москва)                                                   |
| 2007/08                     | Лодзь                                                               | «Динамо-Таттрансгаз» (Казань)                                       | «Пьяченца»                                                          | «Скра» (Белхатув)                                                   |
| 2008/09                     | Прага                                                               | «Трентино» (Тренто)                                                 | «Ираклис» (Салоники)                                                | «Искра» (Одинцово)                                                  |
| 2009/10                     | Лодзь                                                               | «Трентино» (Тренто)                                                 | «Динамо» (Москва)                                                   | «Скра» (Белхатув)                                                   |
| 2010/11                     | Больцано                                                            | «Трентино» (Тренто)                                                 | «Зенит» (Казань)                                                    | «Динамо» (Москва)                                                   |
| 2011/12                     | Лодзь                                                               | «Зенит» (Казань)                                                    | «Скра» (Белхатув)                                                   | «Трентино» (Тренто)                                                 |
| 2012/13                     | Омск                                                                | «Локомотив» (Новосибирск)                                           | «Кунео»                                                             | «Зенит» (Казань)                                                    |
| 2013/14                     | Анкара                                                              | «Белогорье» (Белгород)                                              | «Халкбанк» (Анкара)                                                 | «Ястшембский Венгель» (Ястшембе-Здруй)                              |
| 2014/15                     | Берлин                                                              | «Зенит» (Казань)                                                    | «Ресовия» (Жешув)                                                   | «Берлин Рециклинг» (Берлин)                                         |
| 2015/16                     | Краков                                                              | «Зенит» (Казань)                                                    | «Трентино» (Тренто)                                                 | «Кучине-Лубе» (Чивитанова-Марке)                                    |
| 2016/17                     | Рим                                                                 | «Зенит» (Казань)                                                    | «Сир Сафети» (Перуджа)                                              | «Кучине-Лубе» (Чивитанова-Марке)                                    |
| 2017/18                     | Казань                                                              | «Зенит» (Казань)                                                    | «Кучине-Лубе» (Чивитанова-Марке)                                    | «Сир Сафети» (Перуджа)                                              |
| 2018/19                     | Берлин                                                              | «Кучине-Лубе» (Чивитанова-Марке)                                    | «Зенит» (Казань)                                                    |                                                                     |
| 2019/20                     | Из-за пандемии коронавируса COVID-19 соревнования не были завершены | Из-за пандемии коронавируса COVID-19 соревнования не были завершены | Из-за пандемии коронавируса COVID-19 соревнования не были завершены | Из-за пандемии коронавируса COVID-19 соревнования не были завершены |
| 2020/21                     | Верона                                                              | ЗАКСА (Кендзежин-Козле)                                             | «Трентино» (Тренто)                                                 |                                                                     |
| 2021/22                     | Любляна                                                             | ЗАКСА (Кендзежин-Козле)                                             | «Трентино» (Тренто)                                                 |                                                                     |
| 2022/23                     | Турин                                                               | ЗАКСА (Кендзежин-Козле)                                             | «Ястшембский Венгель» (Ястшембе-Здруй)                              |                                                                     |
| 2023/24                     | Анталья                                                             | «Трентино» (Тренто)                                                 | «Ястшембский Венгель» (Ястшембе-Здруй)                              |                                                                     |
| 2024/25                     | Лодзь                                                               | «Сир Сафети» (Перуджа)                                              | «Алурон-Варта» (Заверце)                                            | «Ястшембский Венгель» (Ястшембе-Здруй)                              |

### Женщины
В женской Лиге чемпионов чаще всех побеждало московское «Динамо» (11 раз) и «Уралочка» (8), последние два титула добывшая уже в российской истории. В середине 1960-х «Динамо» и ЦСКА четырежды играли друг против друга в финалах. До конца 1980-х, как и мужчин, соперничество за Кубок разворачивалось исключительно между клубами из соцстран. Первой эту гегемонию нарушила легендарная «Олимпия Теодора» из Равенны: в 1981—1991 годах эта команда выиграла 11 чемпионатов Италии подряд и семь раз кряду доходила до финала Кубка европейских чемпионок.
Начиная с 1990-х годов превосходство итальянских команд стало подавляющим, конкуренцию им составляли либо отдельные суперклубы вроде французского «Расинга», либо «Уралочка» и её бывшие игроки (среди победителей Лиги чемпионов испанская «Тенерифе»-2003/04 с Еленой Годиной и целое созвездие уралочек в «Дубровнике»-1997/98: Елена Чебукина, Татьяна Сидоренко, Елена Година, Елена Василевская, Елизавета Тищенко). Начиная с 2011 года три турнира подряд завершились победами представительниц Турции, в 2014 году почётный трофей впервые с 1995 года завоевала российская команда — «Динамо-Казань».
| Год                         | Город                                                               | Золото                                                              | Серебро                                                             | Бронза                                                              |
| Кубок европейских чемпионов |                                                                     |                                                                     |                                                                     |                                                                     |
| 1961                        |                                                                     | «Динамо» (Москва)                                                   | АЗС-АВФ (Варшава)                                                   |                                                                     |
| 1962                        |                                                                     | «Буревестник» (Одесса)                                              | «Славия» (София)                                                    |                                                                     |
| 1963                        |                                                                     | «Динамо» (Москва)                                                   | АЗС-АВФ (Варшава)                                                   |                                                                     |
| 1963/64                     |                                                                     | «Левски» (София)                                                    | «Динамо» (Берлин)                                                   |                                                                     |
| 1964/65                     |                                                                     | «Динамо» (Москва)                                                   | «Динамо» (Берлин)                                                   |                                                                     |
| 1965/66                     |                                                                     | ЦСКА (Москва)                                                       | «Динамо» (Москва)                                                   |                                                                     |
| 1966/67                     |                                                                     | ЦСКА (Москва)                                                       | «Динамо» (Москва)                                                   |                                                                     |
| 1967/68                     |                                                                     | «Динамо» (Москва)                                                   | ЦСКА (Москва)                                                       |                                                                     |
| 1968/69                     |                                                                     | «Динамо» (Москва)                                                   | ЦСКА (Москва)                                                       |                                                                     |
| 1969/70                     |                                                                     | «Динамо» (Москва)                                                   | НИМ ШЕ (Будапешт)                                                   |                                                                     |
| 1970/71                     |                                                                     | «Динамо» (Москва)                                                   | «Татран-Стржешовице» (Прага)                                        |                                                                     |
| 1971/72                     | Ла-Лувьер                                                           | «Динамо» (Москва)                                                   | «Татран-Стржешовице» (Прага)                                        | «Локомотив» (Москва)                                                |
| 1972/73                     | Апелдорн                                                            | НИМ ШЕ(Будапешт)                                                    | «Динамо» (Москва)                                                   | «Старт» (Лодзь)                                                     |
| 1973/74                     | Бурса                                                               | «Динамо» (Москва)                                                   | НИМ ШЕ (Будапешт)                                                   | «Левски-Спартак» (София)                                            |
| 1974/75                     | Катания                                                             | «Динамо» (Москва)                                                   | «Левски-Спартак» (София)                                            | НИМ ШЕ (Будапешт)                                                   |
| 1975/76                     | Эйпен                                                               | «Руда Гвезда» (Прага)                                               | «Левски-Спартак» (София)                                            | «Ван Хутен» (Херлен)                                                |
| 1976/77                     | Измир                                                               | «Динамо» (Москва)                                                   | НИМ ШЕ (Будапешт)                                                   | «Трактор» (Шверин)                                                  |
| 1977/78                     | Райне                                                               | «Трактор» (Шверин)                                                  | НИМ ШЕ (Будапешт)                                                   | «Старт» (Лодзь)                                                     |
| 1978/79                     | Измир                                                               | ЦСКА «Септемврийско Знаме» (София)                                  | НИМ ШЕ (Будапешт)                                                   | «Динамо» (Берлин)                                                   |
| 1979/80                     | Прага                                                               | «Руда Гвезда» (Прага)                                               | «Эджзаджибаши» (Стамбул)                                            | НИМ ШЕ (Будапешт)                                                   |
| 1980/81                     | Шан                                                                 | «Уралочка» (Свердловск)                                             | «Левски-Спартак» (София)                                            | «Трактор» (Шверин)                                                  |
| 1981/82                     | Равенна                                                             | «Уралочка» (Свердловск)                                             | «Принс» (Доккюм)                                                    | «Лоххоф» (Унтершлайсхайм)                                           |
| 1982/83                     | Анкара                                                              | «Уралочка» (Свердловск)                                             | «Тунгшрам» (Будапешт)                                               | «Славия» (Братислава)                                               |
| 1983/84                     | Унтершлайсхайм                                                      | ЦСКА «Септемврийско Знаме» (София)                                  | «Олимпия Теодора» (Равенна)                                         | «Лоххоф» (Унтершлайсхайм)                                           |
| 1984/85                     | Форли                                                               | АДК (Алма-Ата)                                                      | «Олимпия Теодора» (Равенна)                                         | «Тунгшрам» (Будапешт)                                               |
| 1985/86                     | Уппсала                                                             | ЦСКА (Москва)                                                       | «Олимпия Теодора» (Равенна)                                         | «Динамо» (Берлин)                                                   |
| 1986/87                     | Карлсруэ                                                            | «Уралочка» (Свердловск)                                             | «Олимпия Теодора» (Равенна)                                         | «Динамо» (Берлин)                                                   |
| 1987/88                     | Салоники                                                            | «Олимпия Теодора» (Равенна)                                         | «Уралочка» (Свердловск)                                             | «Динамо» (Берлин)                                                   |
| 1988/89                     | Брюссель                                                            | «Уралочка» (Свердловск)                                             | «Олимпия Теодора» (Равенна)                                         | «Динамо» (Берлин)                                                   |
| 1989/90                     | Форли                                                               | «Уралочка» (Свердловск)                                             | «Олимпия Теодора» (Равенна)                                         | «Динамо» (Тирана)                                                   |
| 1990/91                     | Загреб                                                              | «Младост» (Загреб)                                                  | «Уралочка» (Свердловск)                                             | «Олимпия Теодора» (Равенна)                                         |
| 1991/92                     | Равенна                                                             | «Олимпия Теодора» (Равенна)                                         | «Младост» (Загреб)                                                  | «Уралочка» (Екатеринбург)                                           |
| 1992/93                     | Сантерамо-ин-Колле                                                  | «Латте Руджада» (Матера)                                            | «Олимпия Теодора» (Равенна)                                         | «Уралочка» (Екатеринбург)                                           |
| 1993/94                     | Загреб                                                              | «Уралочка» (Екатеринбург)                                           | «Младост» (Загреб)                                                  | «Латте Руджада» (Матера)                                            |
| 1994/95                     | Бари                                                                | «Уралочка» (Екатеринбург)                                           | «Мурсия»                                                            | «Искра» (Луганск)                                                   |
| 1995/96                     | Вена                                                                | «Латте Руджада» (Матера)                                            | «Уралочка» (Екатеринбург)                                           | «Искра» (Луганск)                                                   |
| 1996/97                     | Бергамо                                                             | «Фоппапедретти» (Бергамо)                                           | «Уралочка» (Екатеринбург)                                           | «Расинг Клуб де Канн» (Канны)                                       |
| 1997/98                     | Дубровник                                                           | «Дубровник»                                                         | «Вакыфбанк» (Анкара)                                                | «Фоппапедретти» (Бергамо)                                           |
| 1998/99                     | Бергамо                                                             | «Фоппапедретти» (Бергамо)                                           | «Вакыфбанк» (Анкара)                                                | «Расинг Клуб де Канн» (Канны)                                       |
| 1999/00                     | Бурса                                                               | «Фоппапедретти» (Бергамо)                                           | «Уралочка» (Екатеринбург)                                           | «Эджзаджибаши» (Стамбул)                                            |
| Лига чемпионов              |                                                                     |                                                                     |                                                                     |                                                                     |
| 2000/01                     | Нижний Тагил                                                        | «Эдисон Воллей» (Модена)                                            | «Капо Суд» (Реджо-ди-Калабрия)                                      | «Уралочка» (Екатеринбург)                                           |
| 2001/02                     | Стамбул                                                             | «Расинг Клуб де Канн» (Канны)                                       | «Фоппапедретти» (Бергамо)                                           | «Тенерифе Маричаль» (Ла-Лагуна)                                     |
| 2002/03                     | Пила                                                                | «Расинг Клуб де Канн» (Канны)                                       | «Уралочка»-НТМК (Свердловская область)                              | «Фоппапедретти» (Бергамо)                                           |
| 2003/04                     | Ла-Лагуна                                                           | «Тенерифе Маричаль» (Ла-Лагуна)                                     | «Сирио» (Перуджа)                                                   | «Расинг Клуб де Канн» (Канны)                                       |
| 2004/05                     | Ла-Лагуна                                                           | «Фоппапедретти» (Бергамо)                                           | «Асистел» (Новара)                                                  | «Тенерифе Маричаль» (Ла-Лагуна)                                     |
| 2005/06                     | Канны                                                               | «Сирио» (Перуджа)                                                   | «Расинг Клуб де Канн» (Канны)                                       | «Фоппапедретти» (Бергамо)                                           |
| 2006/07                     | Цюрих                                                               | «Фоппапедретти» (Бергамо)                                           | «Динамо» (Москва)                                                   | «Тенерифе Маричаль» (Ла-Лагуна)                                     |
| 2007/08                     | Мурсия                                                              | «Колусси-Сирио» (Перуджа)                                           | «Заречье-Одинцово» (Московская область)                             | «Асистел» (Новара)                                                  |
| 2008/09                     | Перуджа                                                             | «Фоппапедретти» (Бергамо)                                           | «Динамо» (Москва)                                                   | «Колусси-Сирио» (Перуджа)                                           |
| 2009/10                     | Канны                                                               | «Фоппапедретти» (Бергамо)                                           | «Фенербахче» (Стамбул)                                              | «Расинг Клуб де Канн» (Канны)                                       |
| 2010/11                     | Стамбул                                                             | «Вакыфбанк Гюнеш Сигорта Тюрк Телеком» (Стамбул)                    | «Рабита» (Баку)                                                     | «Фенербахче» (Стамбул)                                              |
| 2011/12                     | Баку                                                                | «Фенербахче» (Стамбул)                                              | «Расинг Клуб де Канн» (Канны)                                       | «Динамо-Казань» (Казань)                                            |
| 2012/13                     | Стамбул                                                             | «Вакыфбанк» (Стамбул)                                               | «Рабита» (Баку)                                                     | «Унендо-Ямамай» (Бусто-Арсицио)                                     |
| 2013/14                     | Баку                                                                | «Динамо-Казань» (Казань)                                            | «Вакыфбанк» (Стамбул)                                               | «Рабита» (Баку)                                                     |
| 2014/15                     | Щецин                                                               | «Эджзаджибаши» (Стамбул)                                            | «Унендо-Ямамай» (Бусто-Арсицио)                                     | «Вакыфбанк» (Стамбул)                                               |
| 2015/16                     | Монтикьяри                                                          | «Поми» (Казальмаджоре)                                              | «Вакыфбанк» (Стамбул)                                               | «Фенербахче» (Стамбул)                                              |
| 2016/17                     | Тревизо                                                             | «Вакыфбанк» (Стамбул)                                               | «Имоко Воллей» (Конельяно)                                          | «Эджзаджибаши» (Стамбул)                                            |
| 2017/18                     | Бухарест                                                            | «Вакыфбанк» (Стамбул)                                               | «Альба Блаж» (Блаж)                                                 | «Имоко Воллей» (Конельяно)                                          |
| 2018/19                     | Берлин                                                              | «Игор Горгондзола» (Новара)                                         | «Имоко Воллей» (Конельяно)                                          |                                                                     |
| 2019/20                     | Из-за пандемии коронавируса COVID-19 соревнования не были завершены | Из-за пандемии коронавируса COVID-19 соревнования не были завершены | Из-за пандемии коронавируса COVID-19 соревнования не были завершены | Из-за пандемии коронавируса COVID-19 соревнования не были завершены |
| 2020/21                     | Верона                                                              | «Имоко Воллей» (Конельяно)                                          | «Вакыфбанк» (Стамбул)                                               |                                                                     |
| 2021/22                     | Любляна                                                             | «Вакыфбанк» (Стамбул)                                               | «Имоко Воллей» (Конельяно)                                          |                                                                     |
| 2022/23                     | Турин                                                               | «Вакыфбанк» (Стамбул)                                               | «Эджзаджибаши» (Стамбул)                                            |                                                                     |
| 2023/24                     | Анталья                                                             | «Имоко Воллей» (Конельяно)                                          | «Веро Воллей Милано» (Монца)                                        |                                                                     |
| 2024/25                     | Стамбул                                                             | «Имоко Воллей» (Конельяно)                                          | «Савино Дель Бене» (Скандиччи)                                      | «Веро Воллей Милано» (Монца)                                        |